# Протести проти корупції в Молдові (2015—2016)

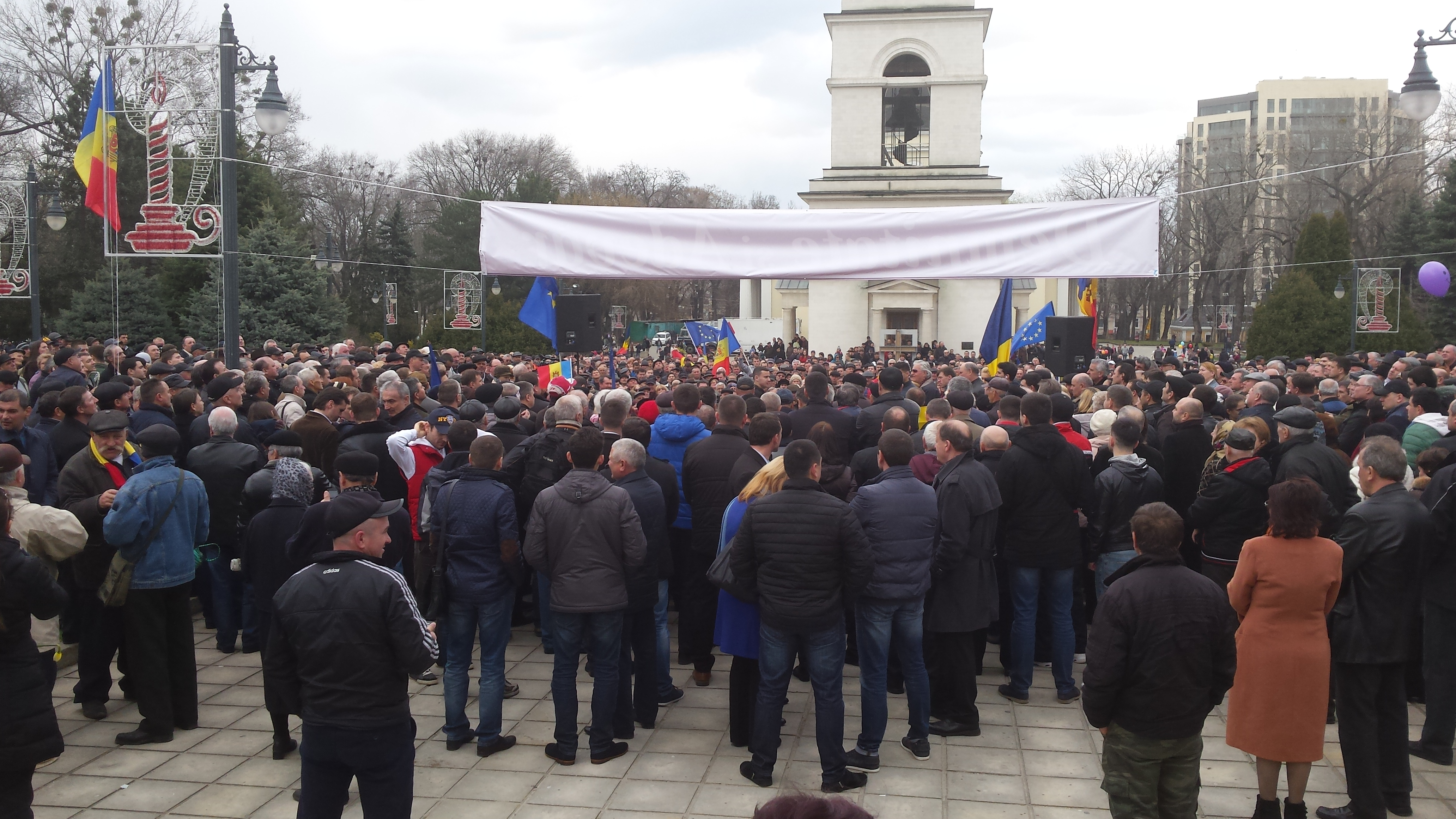
Протести 5 квітня 2015

Протести проти корупції в Молдові 2015 року — масові антиурядові протести в Молдові з вимогами відставки президента, проведення дострокових парламентських виборів, повернення в країну «вкраденого мільярда» та притягнення до відповідальності причетних до крадіжки грошей з банківської системи. Організатором протестів виступає Громадянська платформа «Гідність і правда» («рум. Demnitate și Adevăr, DA»). Протести почались навесні 2015 року після скандалу стосовно «зниклого мільярда».

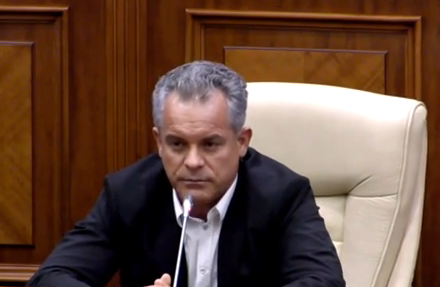
Олігарх і політик Володимир Плахотнюк, один із звинувачуваних в корупції

## Передумови
У лютому 2015 в Молдові виник гучний фінансовий скандал: виявилось, що з рахунків Національного банку Молдови через комерційні банки було виведено близько мільярда доларів, що спричинило різке падіння курсу молдавського лея. За словами колишнього Прем'єр-міністра Молдови Йона Стурза, в грудні 2014 року була здійснена спекулятивна валютна атака на лей в обсязі понад $ 4 млрд. В результаті спекуляцій в банківській системі Молдови виникла діра, для латання якої Національний банк здійснив емісію в розмірі 21 млрд леїв — близько 25% від обсягу ВВП Молдови.
За час, доки йшло слідство, з рахунків Національного банку було виведено ще один мільярд доларів. Причетним до махінацій вважають молдавського мільярдера, чоловіка співачки Жасмін, 28 річного Ілана Шора.

## Протести

### 5 квітня
5 квітня в Кишиневі пройшов перший мітинг 2015 року проти корупції у владі. В акції протесту взяли участь близько 4 тисяч чоловік. Протестувальники вимагали розслідування заворушень 7 квітня 2009 року, які відбулись після виборів до парламенту, розслідування справи про зниклий мільярд та наступне зубожіння громадян.

### 3 травня
3 травня в Кишиневі відбувся антиурядовий мітинг протесту, організований громадянської платформою «Гідність і правда». Число учасників, за різними оцінками, становило від 10 до 50 тис. Протестанти вимагали відставки уряду і глав усіх правоохоронних структур, а також притягнення до відповідальності винних у корупції та розкраданні коштів в банківській системи країни.

### 6-13 вересня
В протестних заходах 6 вересня 2015 у Кишиневі взяло участь, за різними оцінками, від 50 до 100 тисяч людей. Протестанти висунули політичні вимоги та заявили, що надалі протест буде проходити в режимі «нон-стоп». Надвечір на центральній площі Кишинева поряд з будинком Уряду було зведено наметове містечко, протестантам приносять харчі та воду. Порядок в містечку підтримується протестантами та поліцією.
На площі поряд з Генеральною прокуратурою мітингували прихильники партії «Червоний блок», які перед цим пройшли маршем центральними вулицями Кишинева до будівлі прокуратури. Під час пікетування Прокуратури відбулись невеликі сутички мітингувальиків з поліцією, в ході яких було затримано 3-х чоловік.
7 вересня кількість встановлених наметів сягнула 100, в наметовому містечку розгорнуто місце харчування.
13 вересня відбулась чергова акція протесту.

### 27 вересня
27 вересня центром Кишинева відбулась масова хода трьома колонами (Партії соціалістів та Нашої партії). Навколо наметового містечка Громадянської платформи поліція встановила кордон. Учасники протестів вимагають дострокових парламентських виборів, відставки президента і проведення всенародних виборів глави держави, зміни керівництва силових структур, повернення вкраденого з банківської системи мільярда євро.

### 24 січня 2016
Спочатку, 24 січня в центрі Кишинева мали відбутися дві акції протесту, на підтримку і проти уряду Павла Філіпа, проте мітинг на підтримку уряду був скасований. На  Площі Великих Національних Зборів до 12:00 зібралося, за різними даними, від 25 000 до 100 000 людей, які вимагали негайного розпуску Парламенту та організації дострокових виборів. Багато хто з протестуючих несли в руках хризантеми як уособлення мирної боротьби з олігархічним режимом.

## Цікаві факти
- 6 вересня 2015 за корупційні дії був арештований мер столиці Румунії, Бухаресту, Сорін Опреску[10].
- 6 вересня в Кишиневі була затримана група російського каналу «LifeNews», причому, пропозиція вислати кореспондентів в Україну була сприйнята на «LifeNews» як погроза[11].